# هارفي وليامز
هارفي وليامز (بالإنجليزية: Harvey Williams)‏ هو لاعب كرة قدم أمريكية أمريكي، ولد في 22 أبريل 1967 في هيمبستيد في الولايات المتحدة.

## وصلات خارجية
- هارفي وليامز على موقع مرجع كرة القدم المحترفة.كوم (الإنجليزية)